# Amtsgericht Pappenheim

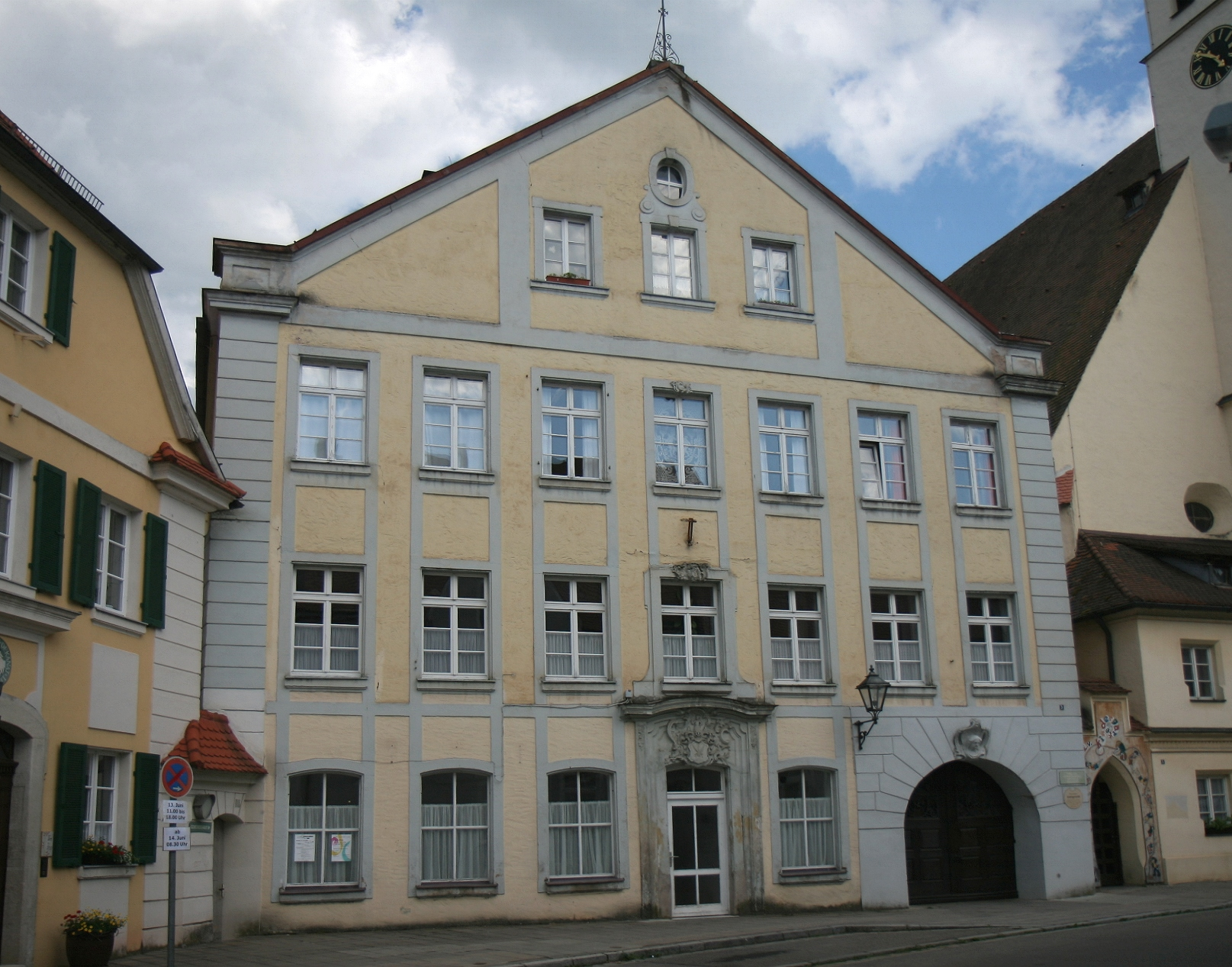
Gebäude des ehemaligen Amtsgerichts in Pappenheim

Das Amtsgericht Pappenheim war ein von 1879 bis 1933 bestehendes bayerisches Gericht der ordentlichen Gerichtsbarkeit mit Sitz in der Stadt Pappenheim.
Anlässlich der Einführung des Gerichtsverfassungsgesetzes am 1. Oktober 1879 wurde ein Amtsgericht zu Pappenheim errichtet, dessen Bezirk deckungsgleich mit dem des vorherigen Landgerichts Pappenheim war und somit die damaligen Gemeinden Bieswang, Büttelbronn, Dettenheim, Dietfurt in Mittelfranken, Eßlingen, Geislohe, Göhren, Graben, Grönhart, Haag bei Treuchtlingen, Haardt, Langenaltheim, Neudorf, Ochsenhart, Osterdorf, Pappenheim, Rehlingen, Rothenstein, Schambach, Solnhofen, Suffersheim, Treuchtlingen, Übermatzhofen und Zimmern umfasste. Übergeordnete Instanzen waren das Landgericht Eichstätt und das Oberlandesgericht Augsburg.
Mit Wirkung vom 1. Januar 1933 wurde das Amtsgericht Pappenheim aufgehoben und dessen Bezirk dem Amtsgericht Weißenburg zugeteilt.
Das Amtsgericht war im ehemaligen Bürgerhaus, einem dreigeschossigen giebelständigen Satteldachbau aus dem Jahre 1767, an der Graf-Carl-Straße 3 untergebracht.